# John Joseph Allen
John Joseph Allen Jr. (ur. 27 listopada 1899 w Oakland, zm. 7 marca 1995 w McCall) – amerykański polityk, członek Partii Republikańskiej.

## Działalność polityczna
W okresie od 3 stycznia 1947 do 3 stycznia 1959 przez sześć kadencji był przedstawicielem 7. okręgu wyborczego w stanie Kalifornia w Izbie Reprezentantów Stanów Zjednoczonych. W 1958 przegrał reelekcję i od 5 stycznia 1959 do 20 stycznia 1961 był podsekretarzem handlu ds. transportu w administracji prezydenta Eisenhowera. Od 1988 do 1992 był burmistrzem McCall.